# Birch Tree Township
Birch Tree Township est un ancien township, situé dans le comté de Shannon, dans le Missouri, aux États-Unis,.
Le township est initialement baptisé Birch Valley Township et est créé sous son nom actuel en 1842.

### Source de la traduction
- (en) Cet article est partiellement ou en totalité issu de l’article de Wikipédia en anglais intitulé « Birch Tree Township, Shannon County, Missouri » (voir la liste des auteurs).